# Mariä Himmelfahrt (Hohenhausen)

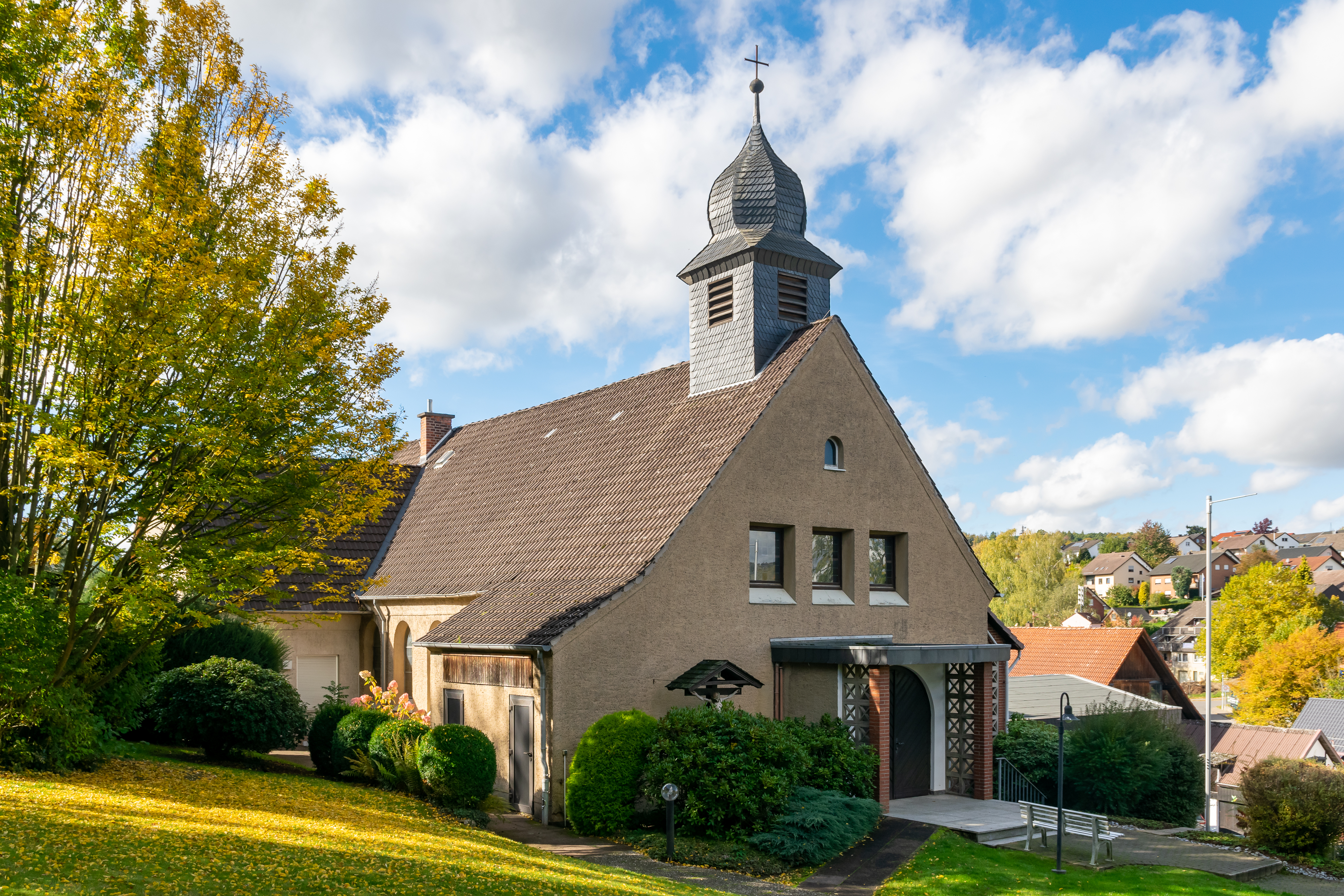
St. Marien

Mariä Himmelfahrt ist eine römisch-katholische Pfarrkirche im Kalletaler Ortsteil Hohenhausen im Kreis Lippe, Nordrhein-Westfalen. Sie ist Filialkirche der Heilig-Geist-Kirche in Lemgo und gehört zum Pastoralverbund Lemgo-Nordlippe des Dekanats Bielefeld-Lippe im Erzbistum Paderborn.
Die Kirche entstand 1951/52 nach Plänen von Aloys Dietrich und finanzieller Unterstützung durch den Bonifatiusverein. 1972 wurde eine Kapelle und ein Windfang nach Plänen von Horst Austermann angebaut.

## Architektur
Die Kirche ist rechteckig und von einem Satteldach gedeckt. Die Seitenfenster sind rundbogig; der Dachreiter hat einen Zwiebelturm. In der Stirnwand der Kirche befindet sich eine schmale Bogennische, in der der Altar steht. Die liturgische Ausstattung wurde 1986 in der Werkstatt Winkelmann geschaffen.